# Bernardo Platon
Bernardo Platon, noto anche come Bernardo di Agde (Agde, ... – Padova, 21 maggio 1295), è stato un vescovo cattolico francese.

## Biografia
Bernardo Platon è definito "canonico agatense" e viene indicato da Francesco Scipione Dondi dell'Orologio come originario di Agde, in Linguadoca, nel sud della Francia. Le notizie biografiche sono scarne e concentrate sull'ultimo decennio di vita e correlate alla sua carica episcopale. Il 4 marzo 1287 Papa Onorio IV  lo nomina come Vescovo di Padova dopo essere stato generale auditore della Camera apostolica e giureconsulto sotto Papa Martino IV. La nomina di Bernardo avviene in un momento complesso per la Diocesi patavina in seguito alla morte del predecessore Giovanni Battista Forzatè; periodo di instabilità dovuto anche al susseguirsi di rinunce, tra cui quella di Percivallo Conti sul finire del 1286.

## Rapporti con il Papato
Il 22 febbraio 1288 in occasione dell’elezione di Papa Nicolò IV si reca in viaggio a Rieti, accompagnato da Pietro Colonna che nello stesso anno verrà elevato a Cardinale. Il Colonna sarà poi chiamato come testimone dal Podestà di Padova per descrivere la sua esperienza da studente nella città. Il motivo della richiesta fa luce sul rapporto tra Chiesa e Città in quei decenni. Già nel 1274 e nel 1282 vennero emanate delle leggi che furono definite pericolose per la Chiesa e per i religiosi. I Papi Gregorio X e Martino IV avevano già minacciato di scomunica l’intera città mentre Onorio IV aveva chiesto al Vescovo di Verona di fare da mediatore. Nel 1287 entrano in vigore le norme che prevedevano solo una multa per l’omicidio di un religioso senza dover scontare una detenzione. Secondo il Dondi, queste norme sono ispirate dalla critica dei cittadini nei confronti dello stile di vita dei religiosi per la loro condotta e per motivi economici. Il primo ottobre 1288, Nicolò IV invia Fra Bonaventura da Parma, Arcivescovo di Ragusa di Dalmazia, come legato apostolico al fine di ordinare al Podestà e agli Anziani di togliere le norme, ma non la richiesta viene respinta così si proseguì con l’interdetto. Bernardo interpella il Cardinal Pietro Colonna per intercedere presso il Papa per rilevare la scomunica. Esaminandone gli statuti il Colonna riesce a rimuovere alcuni risolvendo di rimuovere l’interdetto 2 agosto 1290 con bolla papale.
Nel 1291 il Papa Nicolò IV invia anche a Padova dei predicatori per organizzare una crociata in Terra Santa, contemporaneamente, però, sono presenti degli scontri tra Venezia e il Patriarca di Aquileia. Bernardo Platon, conoscendo il legame tra i padovani e il Patriarcato di Aquileia, decide di farsi mediatore tra le parti combattenti e pone fine agli scontri con un accordo sottoscritto il 3 novembre 1291 che viene rivisto e ultimato dal Papa. Lo stesso lo nomina collettore delle decime papali in Sicilia a supporto di Carlo di Napoli e contro gli Aragonesi. Dopo la morte del Papa, a Padova è presente l'Inquisizione.

## Rapporto con la famiglia degli Scrovegni
Il 17 giugno 1294 Bernardo concede ad Enrico Scrovegni la possibilità di erigere il monastero dedicato a Sant'Orsola e dotarlo di una chiesa. Si tratta della prima donazione del mecenate padovano e precede di circa dieci anni la più celebre Cappella degli Scrovegni, affrescata da Giotto e arricchita con le sculture di Giovanni Pisano. Nel documento della donazione si specifica anche la presenza come testimone di Altigrado Cattaneo, che diverrà canonico a Padova e successivamente Vescovo di Vicenza. Si riservò di chiedere una libbra di cera all'anno da cedere alla Diocesi di Padova.

## Morte
Esistono due versioni circa la morte del Vescovo Bernardo avvenuta il 21 maggio 1295. Nella prima ipotesi si tratterebbe di complicazioni dovute a malattia mentre un'altra versione propende per l'omicidio. Nella ricostruzione fatta dal Dondi, il Vescovo sarebbe stato ucciso all'esterno del Palazzo vescovile di Padova:
"Bernardo el quale per far caressia al popolo fo morto per un calegaro che ghe dè una cortelà in le budella descendendo lui dal Palazzo di Padova."

(Bernardo, poiché portò il popolo alla carestia, fu ucciso da un calzolaio che lo accoltellò alla pancia mentre scendeva dal Palazzo vescovile di Padova.) 
La motivazione di tale atto sarebbe dovuta, dunque, alle forti imposte e ai metodi di recupero, ma lo stesso Dondi non conferma nessuna delle due versioni.
Bernardo aveva dettato il suo testamento il giorno precedente al decesso chiedendo di essere sepolto nella Basilica di Sant'Antonio di Padova. Venne invece sepolto nella cappella di San Sebastiano in Duomo. Lo stato di conservazione attuale della lastra tombale rende complessa la lettura e dunque una maggiore comprensione circa le cause di morte del prelato. Analisi hanno portato l’attribuzione della lastra al Vescovo Bernardo Platon anziché al Beato Bernardo Maltraverso, come ritenuto in studi precedenti.